# Ligne de Cluny à Chalon-sur-Saône
La ligne de Cluny à Chalon-sur-Saône est une ligne ferroviaire du département de Saône-et-Loire en France, qui reliait les gares de Cluny et de Chalon-sur-Saône.
Toute la ligne a été déposée et la voie verte du sud Bourgogne Chalon-Givry-Cluny a été aménagée sur l'ancienne plateforme ferroviaire.

## Histoire
La ligne, élément d'un itinéraire de Roanne à Chalon-sur-Saône, est concédée au titre de l'intérêt local par une convention signée le 26 août 1873 entre le Préfet de Saône-et-Loire et Messieurs Parent-Pecher et Riche frères. Cette convention est approuvée par décret le 8 janvier 1874.
La ligne est reclassée dans le réseau d'intérêt général par une loi le 3 juillet 1880. Elle est concédée à titre définitif à la Compagnie des chemins de fer de Paris à Lyon et à la Méditerranée par une convention signée entre le ministre des Travaux publics et la compagnie le 26 mai 1883. Cette convention est approuvée par une loi le 20 novembre suivant.
La ligne est ouverte le 20 octobre 1888.
Après la fermeture au trafic voyageurs en 1939 du tronçon central de Paray-le-Monial à Cluny de la ligne de Moulins à Mâcon, elle fut desservie par des omnibus de Chalon à Mâcon par Cluny.
Elle est fermée au trafic voyageurs le 1er novembre 1968.
- Fermée au trafic marchandises de Chalon à Givry le 1er novembre 2003[5].
- Fermée au trafic marchandises de Givry à Massilly le 1er janvier 1992[6].
- Fermée au trafic marchandises de Massilly à Cluny le 28 juin 1989[7].

## Aménagement de la voie verte de Bourgogne du Sud
La ligne a été aménagée en voie verte en 1997 de Givry à Cluny, prolongée ensuite jusqu'à Chalon puis de Cluny à Mâcon, également sur une ancienne voie ferrée constituant la voie verte de Bourgogne du Sud.
La voie verte de Chalon à Cluny, l'une des plus anciennes et des plus fréquentées de France, a obtenu en 2003 le premier prix européen des voies vertes.

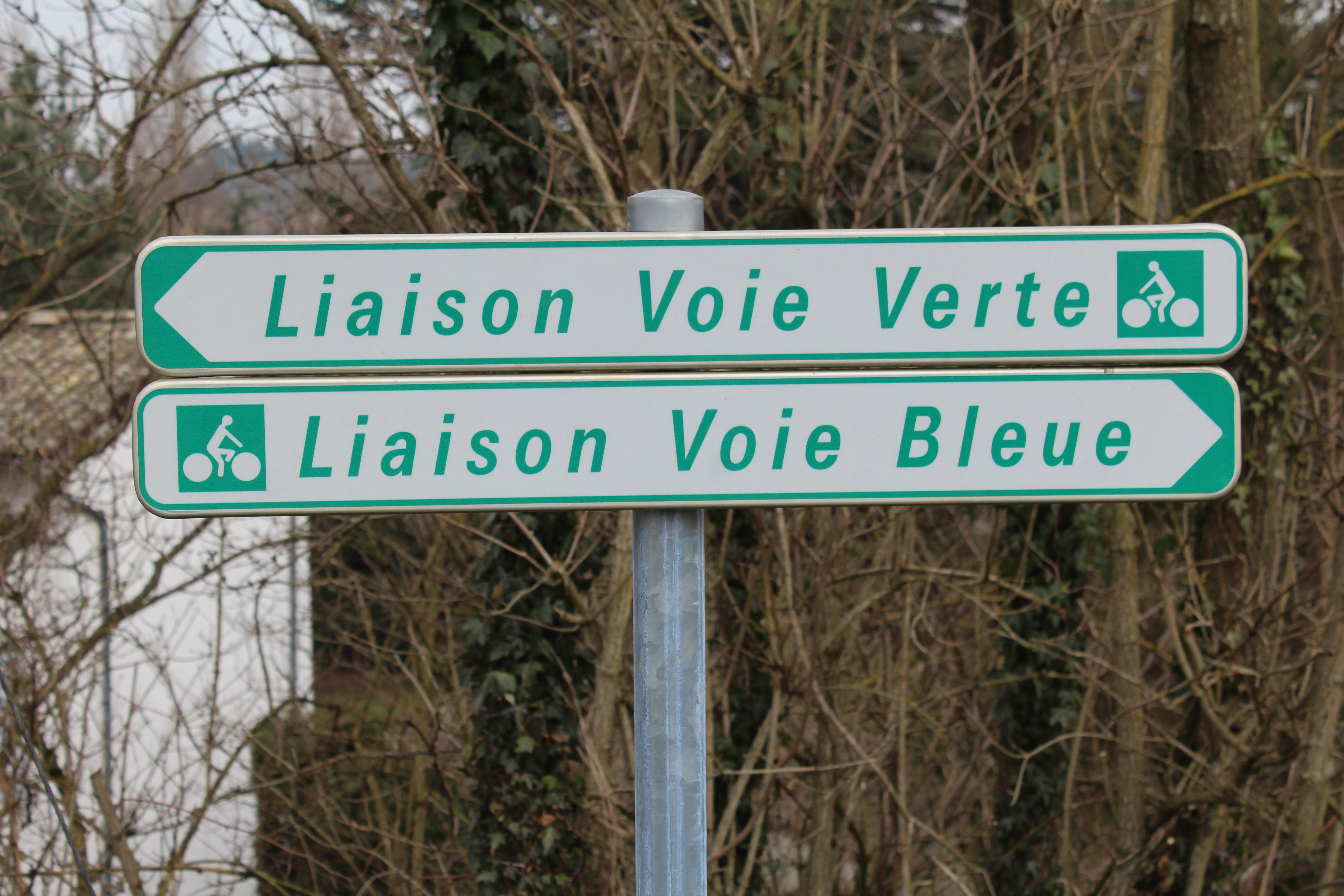
Panneau de direction des liaisons des voies verte et bleue
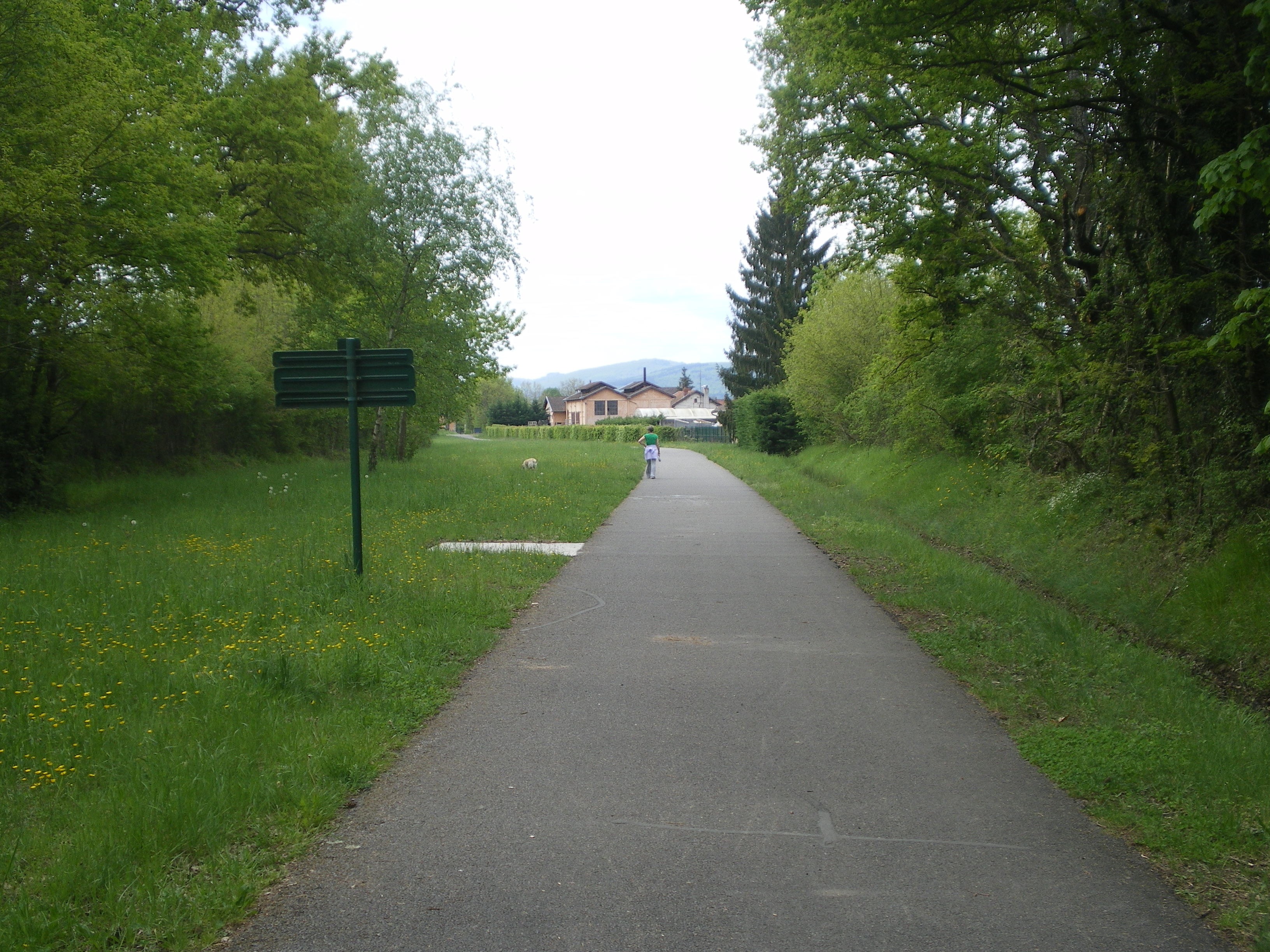
Ancienne ligne de Cluny à Chalon
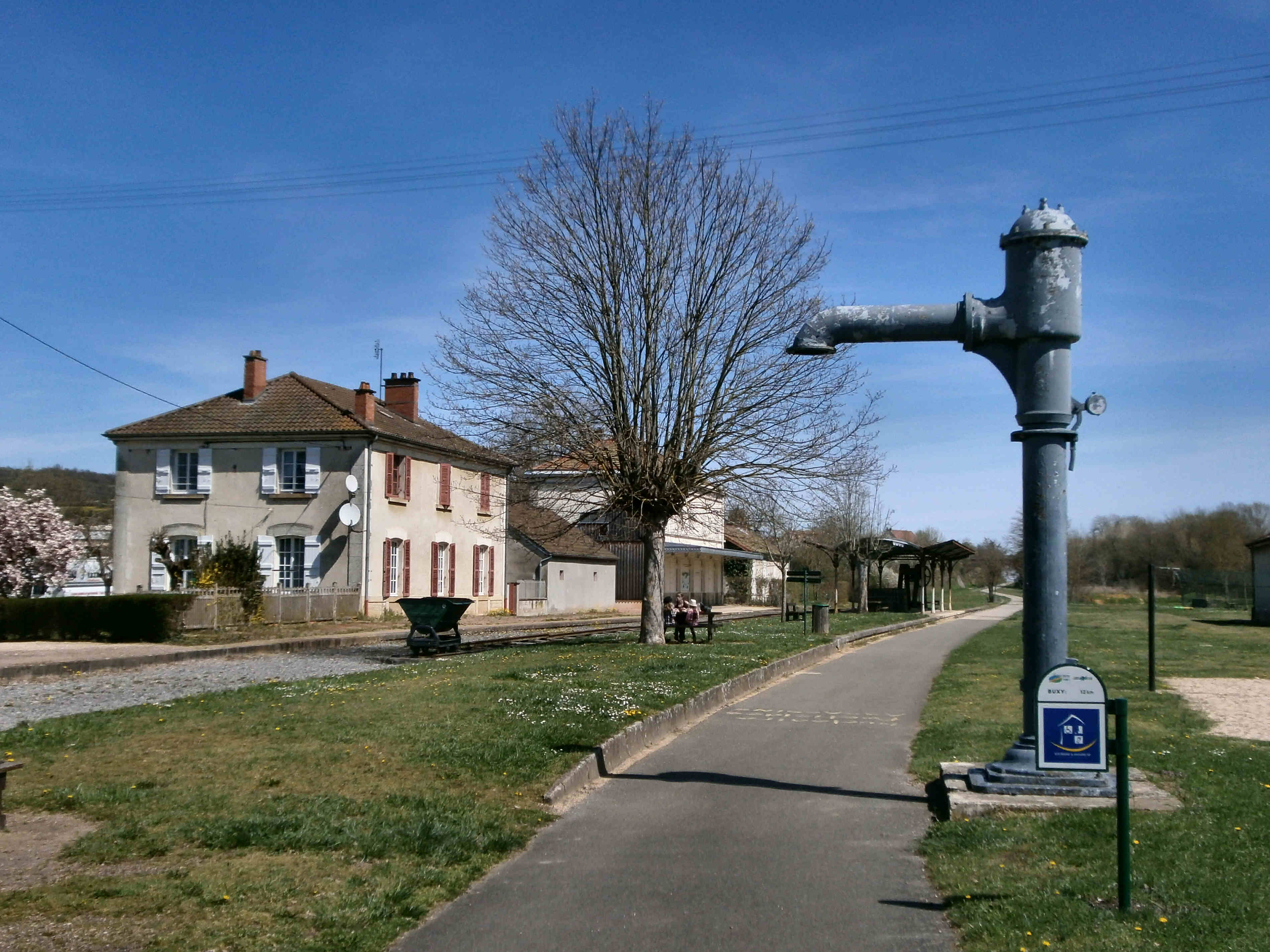
La voie verte à Saint-Gengoux-le-National
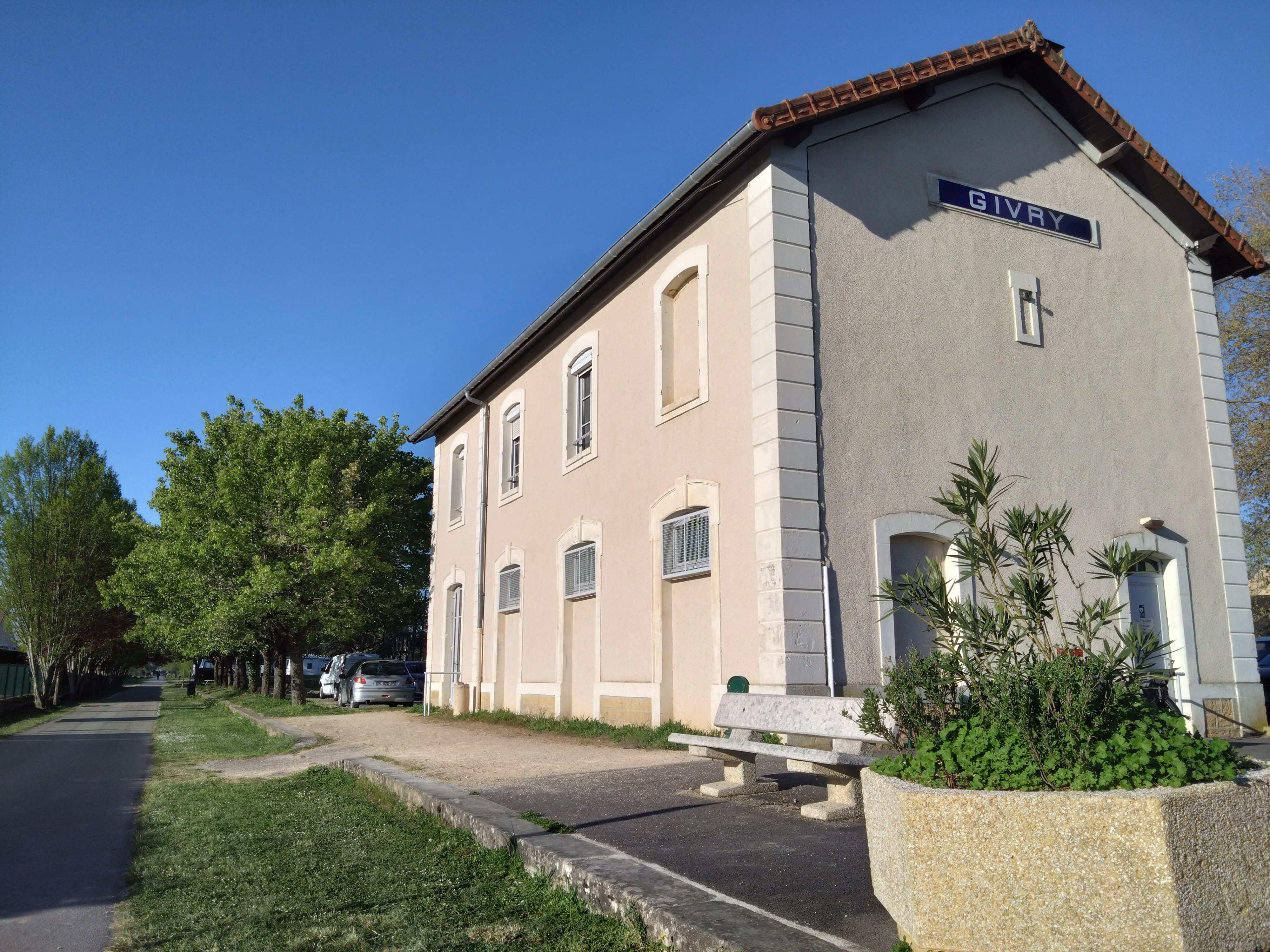
La voie verte à Givry : ancienne gare